# سانريمو
هذه المقالة تتحدث عن مدينة سان ريمو، إذا كنت تبحث عن مؤتمر سان ريمو إضغط هنا.

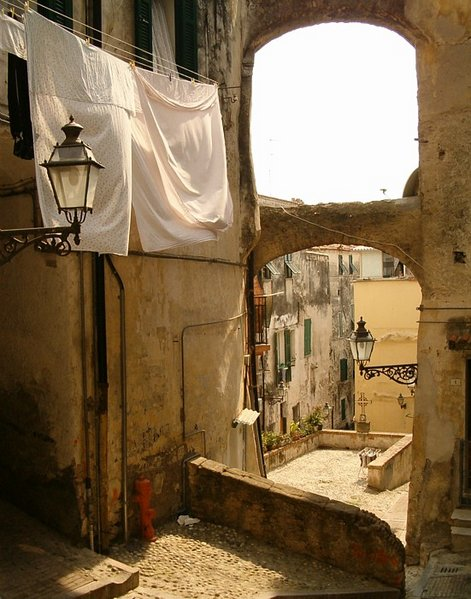
زقاق في لا بينيا

سانريمو أو سان ريمو، Sanremo أو San Remo، مدينة شمال غرب إيطاليا، في غرب إقليم ليغوريا رابع أكبر مدنها بعد جنوة ولا سبيتسيا وسافونا، وتقع ضمن مقاطعة إمبيريا قريبة من الحدود الفرنسية وتبعد عن مدينة إمبيريا 24 كم، تقع بين ساحل خليج صغيرة في البحر المتوسط والجبال، يعود تاريخها إلى العصر الروماني، تشتهر بالسياحة على ساحل ريفيرا الإيطالية وزراعة الزهور، كما تستضيف العديد من لفعاليات الثقافية السنوية أهمها مهرجان الأغنية الإيطالية، ومهرجان الزهور Sanremo in Fiore ومنه جاء لقب مدينة الزهور Città dei Fiori، كما تسضيف جولة من بطولة العالم لسيارات الرالي، وسباق ميلانو - سان ريمو التقليدي لركوب الدراجات.عدد سكانها 57.120 نسمة ويوجد بها معهد القانون الدولي الإنساني الذي يستقبل الدارسين العسكريين والمدنيين من جميع أنحاء العالم كما توجد بها فيلا (الفريد نوبل) مكتشف الديناميت.

## المناخ
يظهر الجدول التالي التغييرات المناخية على مدار السنة لسانريمو:
| البيانات المناخية لـسانريمو       | البيانات المناخية لـسانريمو | البيانات المناخية لـسانريمو | البيانات المناخية لـسانريمو | البيانات المناخية لـسانريمو | البيانات المناخية لـسانريمو | البيانات المناخية لـسانريمو | البيانات المناخية لـسانريمو | البيانات المناخية لـسانريمو | البيانات المناخية لـسانريمو | البيانات المناخية لـسانريمو | البيانات المناخية لـسانريمو | البيانات المناخية لـسانريمو | البيانات المناخية لـسانريمو |
| الشهر                             | يناير                       | فبراير                      | مارس                        | أبريل                       | مايو                        | يونيو                       | يوليو                       | أغسطس                       | سبتمبر                      | أكتوبر                      | نوفمبر                      | ديسمبر                      | المعدل السنوي               |
| --------------------------------- | --------------------------- | --------------------------- | --------------------------- | --------------------------- | --------------------------- | --------------------------- | --------------------------- | --------------------------- | --------------------------- | --------------------------- | --------------------------- | --------------------------- | --------------------------- |
| متوسط درجة الحرارة الكبرى °م (°ف) | 13.4 (56.1)                 | 13.8 (56.8)                 | 15.7 (60.3)                 | 18.5 (65.3)                 | 21.7 (71.1)                 | 25.0 (77.0)                 | 27.8 (82.0)                 | 27.6 (81.7)                 | 25.4 (77.7)                 | 21.6 (70.9)                 | 17.0 (62.6)                 | 14.6 (58.3)                 | 20.2 (68.3)                 |
| متوسط درجة الحرارة الصغرى °م (°ف) | 6.8 (44.2)                  | 7.0 (44.6)                  | 8.6 (47.5)                  | 11.1 (52.0)                 | 14.2 (57.6)                 | 17.5 (63.5)                 | 20.0 (68.0)                 | 19.8 (67.6)                 | 17.8 (64.0)                 | 14.4 (57.9)                 | 10.6 (51.1)                 | 8.3 (46.9)                  | 13.0 (55.4)                 |
| الهطول مم (إنش)                   | 100 (4.0)                   | 89 (3.5)                    | 91 (3.6)                    | 81 (3.2)                    | 76 (3.0)                    | 38 (1.5)                    | 20 (.8)                     | 43 (1.7)                    | 56 (2.2)                    | 110 (4.2)                   | 97 (3.8)                    | 79 (3.1)                    | 880 (34.6)                  |
| المصدر: Enea, Intellicast         |                             |                             |                             |                             |                             |                             |                             |                             |                             |                             |                             |                             |                             |

## السكان
في سنة 1861 بلغ عدد السكان 12٬464 نسمة، وتطور العدد ليصل في سنة 2011 لـ 54٬137 نسمة.
يظهر هذا المخطط البياني تطور النمو السكاني لـ سانريمو

## توأمة
لسانريمو اتفاقيات توأمة مع كل من:
- هيليسينكور
- أتامي
- بودفا
- تورتونا
- Karlskoga Municipality [الإنجليزية]‏

## أعلام
- ماتيو جيوردانو
- ألفرد نوبل
- ماري دوغلاس
- فابيو فونيني
- ماركو دورانت
- محمد السادس العثماني
- جيوفاني جيرولامو ساتشيري
- إدوارد لير